# سیستم باج‌گذاری چین

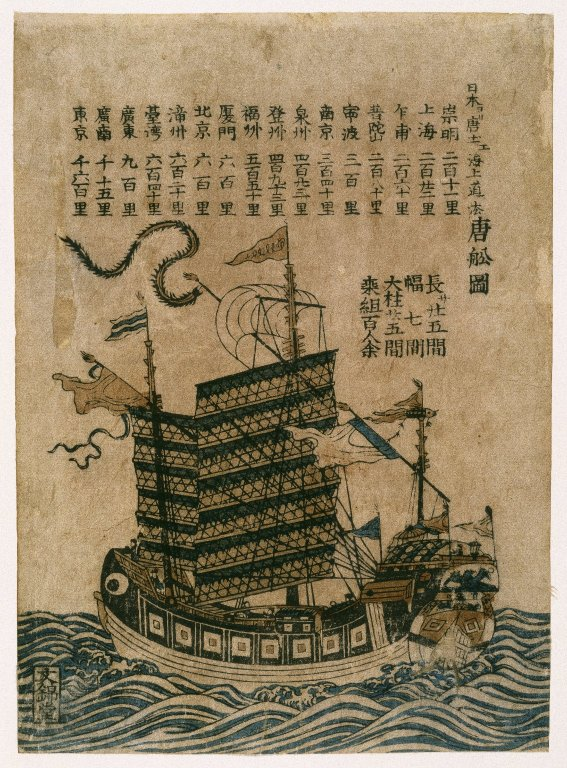
سیستم باج گذاری چین

سیستم باج‌گذاری چین (انگلیسی: Tributary system of China) شبکه ای از روابط بین‌المللی بی‌قاعده و متمرکز بر چین بود که تجارت و روابط خارجی را با تصدیق نقش غالب چین در شرق آسیا تسهیل می‌کرد. این روابط شامل روابط تجاری، نیروی نظامی، دیپلماسی و تشریفات مختلف بود. ملل دیگر ناچار بودند یک فرستاده را طبق برنامه به چین بفرستند، که به عنوان نوعی باج و ادای احترام به امپراتور چین، و تصدیق برتری و بزرگتری وی بود. کشورهای دیگر برای حفظ صلح با همسایه قدرتمندتر، آیین رسمی چین را دنبال کردند. اما در کشورهای خود آنها ادعاهای سلسله مراتب و تبعیت چین را قبول نداشتند.

## در ارتباط با ژاپن
در سال ۱۴۰۴، شوگون آشیکاگا یوشی‌میتسو عنوان چینی «پادشاه ژاپن» را پذیرفت در حالی که امپراتور ژاپن نبود. شوگون عملاً حاکم ژاپن بود. امپراتور ژاپن در دوره‌های فئودالی شوگون‌سالاری ژاپن شخصیتی ضعیف و ناتوان بود. برای مدت کوتاهی تا زمان مرگ یوشی‌میتسو در سال ۱۴۰۸، ژاپن یکی از شاخه‌های رسمی دودمان مینگ بود. این رابطه در سال ۱۵۴۹ زمانی پایان یافت که ژاپن، برخلاف کره، تصمیم گرفت به رسمیت شناختن سلطه منطقه ای چین را پایان دهد و مأموریت‌های ادای احترام را لغو کند. یوشیمیتسو اولین و تنها حاکم ژاپنی در اوایل دوره مدرن بود که این عنوان چینی را پذیرفت. عضویت در سیستم باج‌گذاری پیش شرط هرگونه مبادله اقتصادی با چین بود. همراه با خروج از این سیستم، ژاپن رابطه تجاری خود را با چین قطع کرد. تحت حکومت امپراتور وان‌لی، مینگ چین به سرعت تهاجم ژاپن به کره (۱۵۹۸–۱۵۹۲) را به عنوان یک چالش و تهدید برای سیستم باج‌گذاری سلطنتی چین تفسیر کرد.